# L’Oiseau Blanc

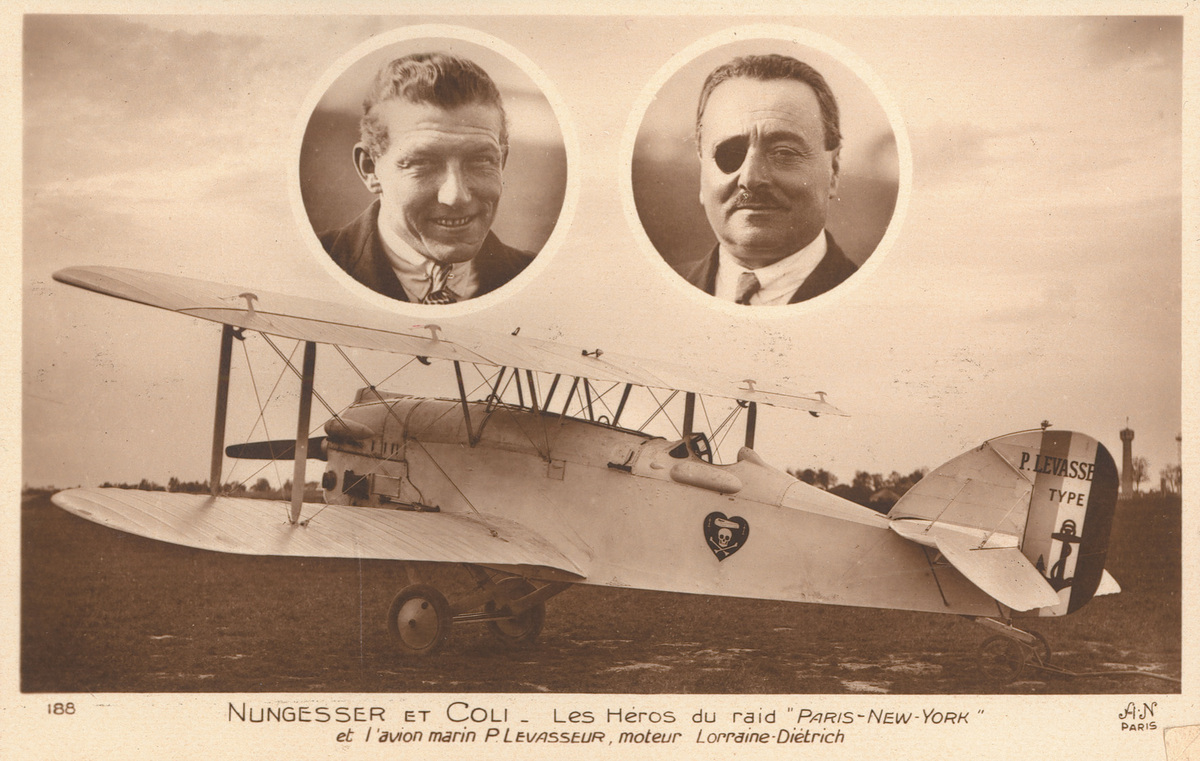
Postkarte mit dem Flugzeug L’Oiseau Blanc, Charles Nungesser (l.) und François Coli (r.)

L’Oiseau Blanc (Der Weiße Vogel oder The White Bird) war ein französischer Doppeldecker von Pierre Levasseur (Levasseur PL.8). Mit der speziell für Langstreckenflüge konstruierten Maschine versuchten Charles Nungesser und François Coli, zwei Veteranen des Ersten Weltkrieges, im Mai 1927 den ersten Nonstop-Transatlantik-Flug zwischen Paris und New York durchzuführen, um die ausgesetzten 25.000 US-Dollar Preisgeld des Orteig-Preises zu gewinnen. Das Flugzeug wurde nach dem Start am 8. Mai in Paris zuletzt über den Klippen von Étretat in der Haute-Normandie gesehen. Weniger als zwei Wochen später absolvierte Charles Lindbergh mit der Spirit of St. Louis am 21. Mai 1927 den ersten Alleinflug über den Atlantik erfolgreich und konnte damit den Preis für sich beanspruchen.
Der Verbleib des Weißen Vogels ist ein ungelöstes Rätsel der Luftfahrtgeschichte. In der Zeit des Verschwindens entstanden zahlreiche Gerüchte über das Schicksal des Flugzeugs und seiner Besatzung. Untersuchungen seit den 1980er Jahren lassen vermuten, dass das Flugzeug wahrscheinlich Neufundland erreichte und dann in Maine abstürzte. Seit 2008 wird das Fahrwerk als einzig verbliebener Teil der L’Oiseau Blanc im Musée de l’air et de l’espace am Flughafen Le Bourget bei Paris ausgestellt.
Der Transatlantikflugversuch mit dem Weißen Vogel hatte eine große Resonanz und wird in vielen Filmen und Museen gewürdigt. Eine Straße in Paris ist nach dem Flugzeug genannt, 1967 wurde eine Briefmarke herausgegeben. Eine Statue auf dem Pariser Flughafen Le Bourget ehrt den Flugversuch, und auf den Klippen von Étretat, von wo aus das Flugzeug zuletzt gesehen wurde, befindet sich ein Denkmal.

## Hintergrund
Im Jahr 1919 bot der New Yorker Hotelbesitzer Raymond Orteig einen Preis von USD 25.000, den Orteig-Preis, an, für den ersten, der in den nächsten fünf Jahren einen Nonstop-Transatlantikflug zwischen New York und Paris machte. Nachdem es niemand probiert hatte, erneuerte er das Angebot im Jahr 1924, als die Luftfahrttechnik soweit fortgeschritten war, dass sich viele Menschen um den Preis bemühten. Die meisten versuchten, von New York nach Paris zu fliegen, aber einige Franzosen planten auch einen Versuch, in die entgegengesetzte Richtung, also von Paris nach New York, zu fliegen.
François Coli, 45, Veteran des Ersten Weltkrieges und Träger der französischen Ehrenlegion, unternahm Rekordflüge über das Mittelmeer und plante seit 1923 einen Transatlantikflug. Seine ursprünglichen Pläne waren, mit seinem Kriegskameraden Paul Tarascon, Fliegerass mit 12 Luftsiegen im Krieg, zu fliegen. Sie begannen 1925, sich für den Orteig-Preis zu interessieren, aber Ende 1926 zerstörte ein Unfall ihren Doppeldecker vom Typ Potez 25. Tarascon erlitt schwere Verbrennungen und gab seinen Platz als Pilot an den 35-jährigen Charles Nungesser ab, ein sehr erfahrenes Fliegerass mit über 40 Luftsiegen (das dritthöchste unter den Franzosen).
Nungesser hatte zuvor unabhängig den Versuch einer Soloüberquerung geplant, um den Orteig-Preis zu gewinnen. Erste Gespräche mit dem Konstrukteur Pierre Levasseur hatten jedoch dazu geführt, dass der Firmeninhaber darauf bestand, dass er mit Coli, welcher sein Navigator werden soll, in einer neuen Zweiplatzvariante der Produktion Levasseur PL.4 den Versuch unternimmt.

## Konstruktion
Bei Pierre Levasseur in Paris haben Nungesser und Coli in enger Zusammenarbeit mit Chefingenieur Émile Farret und Produktionsleiter Albert Longelot an der Entwicklung des neuen Doppeldeckers Levasseur PL.8 mitgewirkt. Basierend auf der Levasseur PL.4, die für die Aéronavale entwickelt wurde, um vom französischen Flugzeugträger Béarn aus zu operieren, war die PL.8 ein konventioneller, einstieliger, mit Holz beplankter und mit Stoff bespannter Doppeldecker, der eine zweiköpfige Crew in einem offenen Cockpit nebeneinander transportieren konnte.
Zu den wichtigsten Änderungen gehörten die Verstärkung des Sperrholzrumpfs und die Entfernung der zwei vorderen hintereinander angeordneten Cockpits, so dass das Hauptcockpit verbreitert werden konnte, damit Nungesser und Coli nebeneinander sitzen konnten. Die Spannweite wurde ebenfalls auf ca. 15 m erhöht. Es wurden zwei zusätzliche Treibstofftanks hinter dem Brandschott angebracht, wodurch die nun insgesamt drei Treibstofftanks der PL.8 bis zu 4.025 l (1.063 US.liq.gal.) Benzin aufnehmen konnten.
In die PL.8 wurden auch mehrere Sicherheitsvorkehrungen für den Falle einer Notwasserung auf dem Meer eingebaut. Neben kleinen Schwimmern, die direkt an den Unterseiten des Unterflügels angebracht waren, konnte der Großteil des Zweibeinfahrwerks nach dem Abheben abgeworfen werden, um das Gewicht und den Luftwiderstand des Flugzeugs zu reduzieren. Die Unterseite des Rumpfes erhielt eine bootsartige Form und wurde für eine Wasserlandung wasserdicht gemacht, die Nungesser und Coli vor der Freiheitsstatue in New York planten.
Es wurde ein einzelner W-12 Lorraine-Dietrich-Motor mit 340 Kilowatt verwendet, bei dem die drei Zylinderreihen jeweils 60° Zylinderwinkel hatten. Dies ähnelte der Anordnung, die in Napier-Motoren verwendet wurde. Der Motor wurde getestet, um sicherzustellen, dass er den gesamten Flug durchhalten würde, indem er 40 Stunden lang in der Pariser Fabrik betrieben wurde. Konstrukteur des Motors war Marius Barbaroux.
Das Flugzeug war weiß, hatte französische Trikolore-Markierungen und war mit Nungessers persönliches Fliegerass-Emblem aus dem Ersten Weltkrieg bemalt: Einem Totenkopf mit Kerzen und einem Sarg auf einem schwarzen Herzen. Der Doppeldecker hatte kein Funkgerät und verließ sich nur auf die astronomische Navigation, eine Spezialität von Coli von seinen früheren Flügen um das Mittelmeer.
Im Jahr 1928 wurde eine zweite PL-8, mit einem Hispano-Suiza 12M Motor ausgestattet, gebaut.

## Betriebsgeschichte
Im April 1927 wurde die PL.8-01 von der Fabrik transportiert, damit Nungesser eine Reihe von Tests zur Bestimmung der Flugzeugleistung beginnen konnte. Die meisten Flüge wurden um Villacoublay und Chartres durchgeführt. Obwohl nie mit der vollen Treibstoffmenge geflogen wurde, erreichte Nungesser während eines Fluges eine Geschwindigkeit von 207 km/h und eine Flughöhe von 4.900 Metern.
Auch die Tests zur Flugenveloppe verliefen erfolgreich, ohne dass größere Änderungen an der Grundkonstruktion erforderlich waren. Der einzige bemerkenswerte Vorfall war ein Feuer, das im Hangar ausgebrochen war, wo die PL.8-01 gelagert worden war. Verbranntes Gewebe auf dem oberen Flügel war das Ergebnis, kurz danach wurden effektive Reparaturen durchgeführt. Am 7. Mai 1927, nachdem die Tests abgeschlossen waren, wurde das Flugzeug für seinen Rekordflug vorbereitet und von Villacoublay zum Flughafen Le Bourget geflogen.

### Versuch der Atlantiküberquerung

Geplante Flugstrecke über den Nordatlantik

Nungesser und Coli starteten am 8. Mai 1927 um 17.17 Uhr vom Flughafen Le Bourget in Paris nach New York. Ihre PL.8-01 wog beim Start 5.000 kg, was vergleichsweise schwer für ein einmotoriges Flugzeug war, und überflog am Ende des Flughafens nur knapp eine Baumreihe. Um eine Eskorte der französischen Kampfflugzeuge zu versammeln, kehrten Nungesser und Coli wie geplant zurück, und warfen in geringer Höhe sofort das Hauptfahrgestell ab.
Die vorgesehene Flugroute war eine gekrümmte Route, die sie über den Ärmelkanal, den südwestlichen Teil von England und Irland, den Atlantik nach Neufundland, dann über Nova Scotia nach Boston und schließlich zu einer Wasserlandung in New York geführt hätte.
Nach dem Start wurde der Doppeldecker von vier Militärflugzeugen, angeführt von Kapitän Venson der französischen Luftwaffe, an die französische Küste eskortiert und von der Küstenstadt Étretat das letzte Mal gesichtet. Der Kommandeur des britischen U-Bootes HMS H50 machte diese Beobachtung und notierte in seinem Logbuch, dass er einen Doppeldecker in 300 m Höhe 20 Seemeilen südwestlich der Spitze von Needles auf der Isle of Wight gesehen hatte. In Irland wurde ein Flugzeug von einem Bewohner der Stadt Dungarvan gemeldet und ein katholischer Priester berichtete von einer Sichtung über dem Dorf Carrigaholt, danach wurden keine weiteren verifizierten Berichte gemacht.
In New York versammelten sich Menschenmassen, um Zeugen der historischen Ankunft zu werden. Zehntausende Menschen drängten sich um den Battery Park in Manhattan, um einen guten Blick auf die Freiheitsstatue zu haben, wo das Flugzeug landen sollte. Gerüchte kursierten, dass die L’Oiseau Blanc entlang seiner Route in Neufundland oder über Long Island gesichtet worden war. In Frankreich berichteten einige Zeitungen sogar, dass Nungesser und Coli sicher in New York angekommen seien und eine Welle französischen Patriotismus hervorgerufen hätten. Die L'Oiseau Blanc hatte eine beträchtliche Ladung Treibstoff von 4.000 Litern geladen, was ihnen ungefähr 42 Stunden Flugzeit verschafft hätte. Nachdem diese Zeit verstrichen war und kein Wort über das Schicksal des Flugzeugs bekannt war, wurde klar, dass das Flugzeug verloren war. In Frankreich war die Öffentlichkeit von den Zeitungen wie La Presse, die falsche Berichte über die Ankunft des Flugzeugs gedruckt hatten, empört und es wurden Demonstrationen gegen die beteiligten Firmen auf den Straßen ausgelöst.
Unmittelbar nach ihrem Verschwinden wurde eine internationale Suche gestartet, um Nungesser und Coli zu finden. Aviation Digest sponserte einen bekannten Piloten, Floyd Bennett, um das Gebiet zwischen New York und Neufundland für neun Tage zu durchsuchen. Die kanadischen Such- und Rettungsorganisationen schickten auch zwei Suchflugzeuge aus, wovon eines abstürzte. Suchtrupps der französischen Marine, der US-Marine und der Royal Canadian Navy durchkämmten die Route einschließlich Labrador, der nordöstlichen Küste der USA und dem Gebiet um den St.-Lorenz-Strom. Nachdem das Flugzeug nicht gesichtet werden konnte, wurden weitere Suchaktionen aufgegeben.
Zwölf Tage nach dem Start von Nungesser und Coli startete Charles Lindbergh, allein in der Spirit of St. Louis fliegend, von New York auf seine berühmte Reise. Nach einem Flug von 33 Stunden und 30 Minuten erhielt er einen Heldenempfang, als er in Paris ankam, obwohl die Franzosen den Verlust von Nungesser und Coli betrauerten.

## Verbleib

Die Karte zeigt den Flug der L'Oiseau Blanc über den Nordwesten Frankreichs, über England und Irland im Jahr 1927

Die populärste Theorie war, dass die L’Oiseau Blanc über dem Atlantik wegen eines Sturms abgestürzt ist. Dennoch behaupteten 12 Zeugen, in Neufundland und Maine, das Flugzeug gehört zu haben, als es über ihnen flog. Bewohner von Harbour Grace, Neufundland, berichteten, dass sie am 9. Mai 1927 ein weißes Flugzeug in Nebel oder Dunst kreisen sahen. Da keine Flugzeuge auf der Insel waren und keine Überflüge anstanden, hoben die lokalen Zeitungen ein „mysteriöses“ Flugzeug hervor. Wenn diese Geschichten wahr wären, hätten sie bedeutet, dass der Flug weit hinter dem Zeitplan zurückgeblieben war. Diese Verzögerung könnte jedoch dadurch erklärt worden sein, dass das Flugzeug gegen die vorherrschende Wetterlage geflogen ist. Fischer vor der Küste von Neufundland berichteten, dass das Wetter kalt und übel geworden sei, was wiederum die Verzögerung verursacht haben könnte. Im Mai 1927 fand die US-Küstenwache einen Flugzeugflügel in der Napeague-Bucht in Fort Pond Bay, Long Island Sound; Berichten zufolge wurden Flugzeugteile im August 1927 200 Meilen vor der Küste von New York gesehen.
Viele Gerüchte kursierten um das Verschwinden des Flugzeugs, einschließlich einer Theorie, die vorgeschlagen wurde, dass die Flieger von Alkoholschmugglern an Bord des Rumschiffs Amistad mit Thompson-Maschinenpistolen abgeschossen wurden, sowie die Theorie, dass Nungesser und Coli noch lebten und sich bei Indianern in Kanada befanden. 1930 kursierten Behauptungen, dass der Motor der L’Oiseau Blanc in Maine lokalisiert wurde, aber nichts wurde bestätigt. Spätere Vermutungen entstanden 1948 aus Berichten, dass Karibujäger und Pelzjäger Flugzeugteile im Long Gull Pond in Neufundland gefunden hatten.
Neues Interesse an dem Verbleib der L’Oiseau Blanc begann in den 1980er Jahren, nachdem der freiberufliche Schriftsteller Gunnar Hansen aus Northeast Harbor, Maine, den Fall untersuchte und einen Artikel in der Juni-Ausgabe 1980 des Yankee Magazine mit dem Titel "The Unfinished Flight of the White Bird" veröffentlichte. Hansen enthüllte, wie Anson Berry (gest. 1936), ein Siedler, der in der Nähe von Machias, Maine, lebte, am späten Nachmittag des 9. Mai 1927 behauptete, ein Flugzeug mit stotterndem Motor über seinem Isolierungslager in Round Lake fliegen zu sehen. Berry hatte das Flugzeug wegen des Nebels und tiefer Wolken nicht sehen können, aber in der Ferne hörte es sich wie ein Unfall oder eine Notlandung an. Berichten zufolge versuchte Berry, die Absturzstelle ausfindig zu machen, war aber nicht erfolgreich. Hansen und andere haben in den 1980er Jahren viel geforscht und mehrere andere Zeugen ausfindig gemacht, die Erinnerungen an das Flugzeug in einer Linie von Nova Scotia bis zur östlichen Maine an dem Datum meldeten.
1984 führte die französische Regierung eine offizielle Untersuchung durch und kam zu dem Schluss, dass es möglich war, dass das Flugzeug Neufundland erreicht hatte. Im Jahr 1989 brachte die NBC-Fernsehserie Unsolved Mysteries die Theorie hervor, dass Coli und Nungesser es über den Ozean schafften, aber in den Wäldern von Maine abgestürzt und umgekommen sind. Einer von Nungessers Verwandten, William Nungesser, machte mehrere Reisen nach Maine, um zu suchen, wobei er diese auf den Nordhang von Round Lake Hills im Washington County sowie auf das Gebiet um den Lake Winnipesaukee konzentrierte.
Der berühmte Autor Clive Cussler und seine NUMA-Organisation versuchten ebenfalls, das Rätsel zu lösen, indem sie nach dem Flugzeug in Maine und Neufundland suchten. In den 1980er Jahren machten sie mehrere Besuche und interviewten dutzende ältere Zeugen: Jäger, Fischer und andere, die sagten, sie hätten das Flugzeug 1927 gesehen oder gehört. Die NUMA-Expedition wurde nach Lindberghs Zitat in seinem Buch The Spirit of St. Louis, wo er sagte, dass Nungesser und Coli „wie Mitternachtsgeister verschwunden“ waren, „Midnight Ghost“ genannt. Im Jahr 1992 reisten Taucher nach Neufundland und versuchten, Long Gull Pond nach einem Wrack zu suchen und zu finden, fanden jedoch nichts und waren sich nicht einmal sicher, ob sie in dem richtigen See gesucht hatten. Andere Seen von Machias nach Chesterfield wurden auch abgesucht.
Bestimmte Stücke wurden gefunden, die, obwohl nicht schlüssig, deuteten, dass die L’Oiseau Blanc es zum Kontinent geschafft hatte. Wenig von dem Flugzeug wäre als Wrack geblieben, da es in erster Linie aus Sperrholz und Leinwand gebaut wurde. Am längsten hätten dabei der Motor und die Aluminium-Treibstofftanks ausgehalten. In Maine wurden Teile von Streben und Holz gefunden, welches ähnlicher Art wie das beim Bau des Doppeldeckers verwendete Holz war. Motormetall, das für die Vereinigten Staaten oder Kanada nicht typisch war, wurde auch in der Nähe der Stadt Machias gefunden. Zwei Anwohner beschrieben ein großes Metallobjekt; ein „richtig großer Motor“, der zur Bergung aus dem Wald entlang eines Pfades, der angeblich durch eine Holzfällerei entstanden war, geschleppt worden war.
Im Jahr 2011 berichtete das Wall Street Journal, dass ein inoffizielles französisches Team sich auf Theorien konzentrierte, nach denen das Flugzeug vor der Küste Kanadas abgestürzt war, nachdem es über Neufundland geflogen war.

## Nachlass
Das Verschwinden der L’Oiseau Blanc wurde „Everest der Luftfahrträtsel“ genannt. TIGHAR, die Internationale Gruppe zur Bergung historischer Flugzeuge, hat das Flugzeug „wichtigstes fehlendes Flugzeug der Geschichte“ genannt.
1927 wurde in Étretat ein Denkmal errichtet, um den letzten Ort zu markieren, von dem aus der Doppeldecker in Frankreich gesehen wurde, das aber 1942 von der deutschen Besatzungsarmee zerstört wurde. Ein neues 24 m hohes Monument, das Nungesser-und-Coli-Denkmal, wurde 1962 auf einer der Klippen errichtet. Es gibt auch ein nahegelegenes Museum.

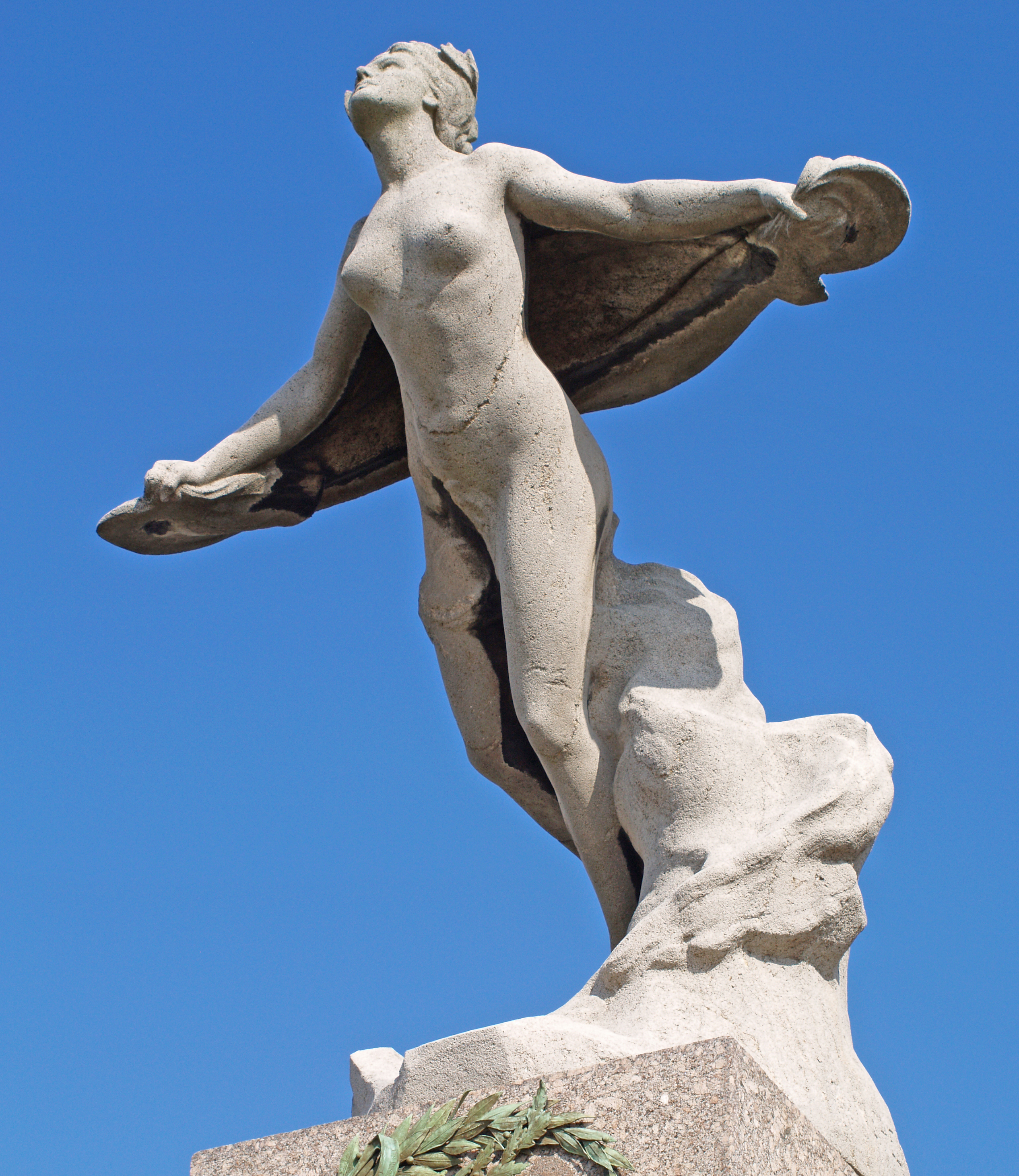
Statue am Flughafen Le Bourget zu Ehren von Nungesser, Coli und Lindbergh

Ein weiteres Denkmal in Frankreich wurde am 8. Mai 1928 am Flughafen Le Bourget eingeweiht. Die Inschrift lautet, zu Ehren von Lindbergh, Nungesser und Coli: „A ceux qui tentèrent et celui qui accomplicit“ (deutsch: „Für diejenigen, die es versucht haben und denjenigen, der es geschafft hat“). Die Franzosen gaben 1967, 40 Jahre nach dem Flug, eine Gedenkbriefmarke heraus, um den Versuch von Nungesser und Coli zu ehren. Eine Straße, "Rue Nungesser et Coli" entlang des Stade Jean Bouin im 16. Arrondissement von Paris ist nach ihnen benannt.
Im Jahr 1928 benannte der Generalinspektor von Ontario eine Reihe von Seen im Nordwesten der Provinz, um Flieger zu ehren, die im Jahr 1927 vor allem bei Versuchen von ozeanischen Flügen ums Leben gekommen waren. Dazu gehören der Coli-See und der Nungesser-See.

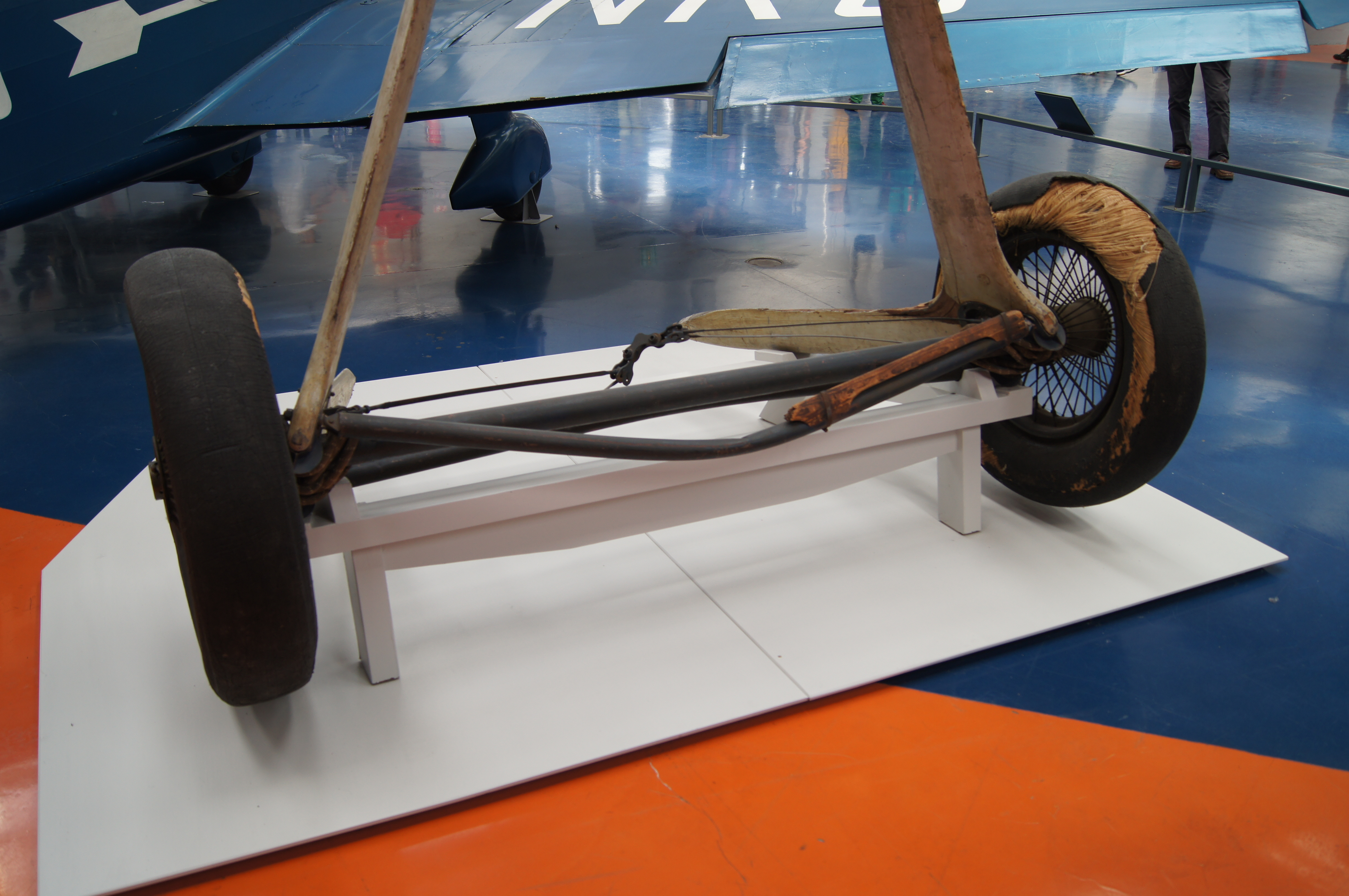
Fahrwerk als einziger verbliebener Teil der L’Oiseau Blanc ausgestellt im Musée de l’Air et de l’Espace

Das Schicksal von der L’Oiseau Blanc wird gelegentlich in Filmen erwähnt. Der kanadische Film Restless Spirits aus dem Jahr 1999, ein Kinderfilm mit dem Alternativtitel Dead Aviators, nutzt das Geheimnis von Nungessers und Colis Verschwinden als zentralen Handlungsgegenstand. Ein junges Mädchen, das um den Tod ihres Vaters, der Pilot war, bei einem Flugzeugabsturz vor einigen Jahren trauert, besucht ihre Großmutter in Neufundland. Dort trifft sie auf die Gespenster von Nungesser und Coli, deren ruhelose Geister in einem nahegelegenen Teich ihren eigenen unentdeckten Absturz von 1927 erleben. Das Mädchen beschließt, dem Paar zu helfen, ins Jenseits zu gehen, indem es ihnen hilft, ihr Flugzeug wieder aufzubauen und ihren Flug zu beenden, damit sie freigelassen werden können. Dadurch kann sie ihren eigenen emotionalen Stress über den Testflug ihres Vaters hinter sich bringen. In der Eröffnungsszene des Films Sahara – Abenteuer in der Wüste von 2005, der auf Cusslers Roman Operation Sahara basiert, wird ein französischer Zeitungsartikel gezeigt, der eine fiktive Geschichte der NUMA berichtet, die das Flugzeug findet.
Seit 2008 wird das nach dem Start abgeworfene Fahrwerk als einzig verbliebener Teil der L’Oiseau Blanc im Musée de l’air et de l’espace am Flughafen Le Bourget bei Paris ausgestellt.

## Technische Daten des Flugzeugs
| Kenngrößen            | Daten                                         |
| --------------------- | --------------------------------------------- |
| Besatzung             | 2                                             |
| Länge                 | 9,75 m                                        |
| Spannweite            | 15 m                                          |
| Höhe                  | 3,89 m                                        |
| Flügelfläche          | 61,0 m²                                       |
| Leermasse             | 1905 kg                                       |
| Startmasse            | 5000 kg                                       |
| Höchstgeschwindigkeit | 193 km/h                                      |
| Triebwerke            | ein Lorraine-Dietrich W-12ED, 460 PS (340 kW) |